# Cortina de Vidro
Cortina de Vidro  é uma telenovela brasileira produzida pela Art Vídeos Produções e pela Miksom e exibida pelo SBT entre 23 de outubro de 1989 e 5 de maio de 1990, em 168 capítulos. Foi a primeira novela desde o encerramento da produção dramatúrgica do canal em 1985 com Uma Esperança no Ar. Foi escrita por Walcyr Carrasco, com colaboração de Miguel Filiage, sob direção de John Herbert e Álvaro Fugulin e direção geral de Guga de Oliveira.
Contou com Herson Capri, Betty Gofman, Sandra Annenberg, Esther Góes, Antônio Abujamra, Débora Duarte, Sérgio Mamberti e Norma Blum nos papéis principais.

## Produção

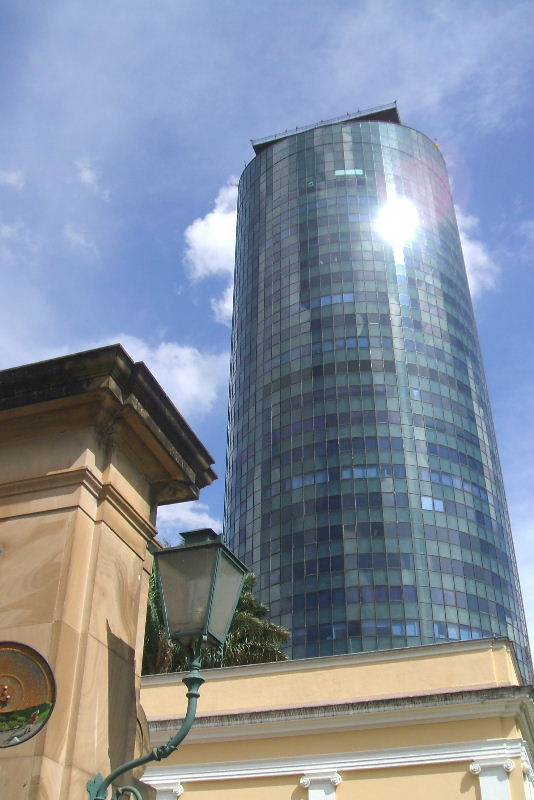
Edifício Dacon, localizado na zona sul de São Paulo, foi escolhido cenário principal da trama.

Após quatro anos sem produzir novelas, desde o fim de Uma Esperança no Ar (1985), Silvio Santos solicitou que o núcleo fosse reativado, porém para evitar gastos, firmou um acordo com a produtora Art Vídeos Produções (AVP), no qual ficou definido que a empresa produziria a novela de forma completamente independente, sem qualquer uso de estúdios ou equipamentos do SBT, e a emissora apenas exibiria e cuidaria da divulgação, dividindo os lucros em 50% da receita arrecadada.
Antes de falecer, Bráulio Pedroso havia sugerido para Sílvio a ideia de uma telenovela sobre um homem rico que se disfarçava de pobre para se aproximar da mulher que ama, inspirada em Sassaricando (1987), porém afirmou que não tinha vontade de desenvolve-la. Walcyr Carrasco, que até então era jornalista e havia trabalhado apenas como colaborador de Manoel Carlos no seriado Joana (1985), foi escolhido para escrever a história a partir da ideia de Bráulio, tendo total liberdade para criar os personagens e dar o rumo que quisesse. O título é uma referência ao Edifício Dacon, conhecido como "cortina de vidro" por sua estética completamente envidraçado, o qual serviu de cenário principal para a trama. As gravações iniciaram-se em 10 de julho, quando a Miksom também entrou na produção para cuidar da sonografia. Foram gastos 3,5 milhões de dólares para a produção geral da obra, média de 20 mil dólares por capítulo.
A direção optou pelo Sistema Betacam em alta definição e revelou referências cinematográficas para a composição da telenovela: Let's Make Love (1960), The Odd Couple (1968), Norma Rae (1979), Fama (1980) e Fatal Attraction (1987).

### Escolha do elenco
Sílvio Santos encontrou uma brecha no contrato da Rede Globo com seus atores: na época o contrato prévia que artistas da casa não poderiam trabalhar diretamente em outras emissoras, mas não dizia nada sobre produções independentes. Assim, Silvio conseguiu escalar vários atores com contratos vigentes com a Globo para sua novela através da AVP sem que eles saíssem da concorrente, sendo que tal manobra fez com que a emissora redigisse um novo modelo de contrato de exclusividade a partir de 1990.
Originalmente Nívea Maria foi escalada como a antagonista Glória e chegou a realizar os primeiros ensaios, porém um mês depois deixou o projeto alegando que viajar para São Paulo semanalmente seria desgastante, sendo que Lúcia Veríssimo e Irene Ravache recusaram a personagem até cair nas mãos de Esther Góes. Lucélia Santos, Cássia Kiss e Lucinha Lins recusaram o papel da sindicalista Ângela, que acabou ficando para a novata Sandra Annenberg. Nuno Leal Maia interpretaria um antagonista chamado Alex, porém, após atritos com a produtora, ele deixou o elenco e o personagem foi cancelado.
John Herbert aceitou integrar a  novela pela oportunidade de também trabalhar como diretor. Débora Duarte e Herson Capri foram os primeiros nomes anunciados.

## Enredo
Herdeiro das Tecelagens Mill, Frederico Stuart (Herson Capri) é um milionário poderoso e bem sucedido, mas frustrado por ter abdicado na juventude do sonho de ser ator para seguir o destino imposto pelos falecidos pais. Ele é noivo da fútil Leda (Nicole Puzzi), que vê nele a chance de se casar com um homem rico, o que irrita Glória (Esther Góes), prima do empresário e que sempre o amou em segredo, tentando tirar qualquer outra mulher de seu caminho. Após um mal entendido, Frederico vai parar em um teste de teatro do diretor Ulisses Filho (Odilon Wagner), onde se apaixona pela doce atriz e bailarina Branca (Betty Gofman), uma moça independente e talentosa, que acredita que os homens de negócio jamais entenderiam as artes. O empresário decide então fingir que é um aspirante a ator pobre para ingressar na peça e conquistar Branca.
Essa mentira, porém, também o aproxima de Ângela (Sandra Annenberg), operária da tecelagem e líder do sindicado dos operários que luta por melhores condições dos trabalhadores, fazendo com que Frederico fique dividido entre as duas mulheres, colocando ambas na mira das armações de Glória. Na tecelagem ainda trabalham Giovana (Débora Duarte) e Cristóvão (Sérgio Mamberti), grandes amigos de Frederico que o ajudam em sua vida dupla para descobrir o amor verdadeiro, e Arnon (Antônio Abujamra), um corrupto nefasto que lhe rouba discretamente e abusa sexualmente da própria filha, a adolescente Michele (Carola Scarpa). Apaixonado pela moça, Marcelo (Jayme Periard), é quem decide investigar a mudança repentina de personalidade dela, que cai em depressão.
Filipe (John Herbert) e Artur (Gianfrancesco Guarnieri) são cômicos inimigos que disputam o amor da fogosa Emanuelle (Matilde Mastrangi). Já Clarisse tem que reconstruir a vida aos 45 anos após ser trocada pelo marido, William (Adriano Reys), pela jovem Paloma (Ângela Figueiredo). O filho deles, Romeu (José Américo Magno), é um jovem reprimido pelo machismo do pai, que não tem coragem de assumir ser gay e ter um  namoro com Nicolau (George Otto).

## Exibição
Estreou em 23 de outubro de 1989 às 19h30, após um intervalo de três anos sem transmissão de telenovelas brasileiras na emissora. A abertura retrata uma figura feminina em trajes íntimos sob o tema "Prazer sem Fim", executado por Jane Duboc. Annette Schwartsman, jornalista da Folha de S.Paulo, evidenciou que a vinheta de abertura traz a impressão de "uma novela ousada, moderna e tipicamente paulista, [em que] cenas de uma relação sexual misturam-se com dança e flashes da cidade".
Foi exibido na Itália no Syndication entre janeiro e maio de 1993 com o título L'Amore Vero Non Si Compra,onde foi um grande sucesso reprisado outras quatro vezes. Foi exibida em 1995 na RTP1 de Portugal.
No dia 26 de Novembro de 2024, durante o Programa do Ratinho foi usado imagens da novela como forma de conhecer a história de Aldine Müller na televisão, enquanto participava do quadro “Gol Show”.

## Elenco
| Ator/Atriz              | Personagem             |
| ----------------------- | ---------------------- |
| Herson Capri            | Frederico Stuart Mill  |
| Betty Gofman            | Branca Araújo          |
| Sandra Annenberg        | Ângela Cortez          |
| Esther Góes             | Glória Mill            |
| Antônio Abujamra        | Arnon Balakian         |
| Débora Duarte           | Giovana Meira          |
| Sérgio Mamberti         | Cristóvão              |
| Norma Blum              | Clarisse Diniz         |
| Adriano Reys            | William Diniz          |
| Gianfrancesco Guarnieri | Artur Cortez           |
| John Herbert            | Filipe                 |
| Odilon Wagner           | Ulisses Filho          |
| Jayme Periard           | Marcelo                |
| Carola Scarpa           | Michele Meira Balakian |
| Ângela Figueiredo       | Paloma                 |
| Neco Vila Lobos         | Romeu Diniz            |
| George Otto             | Nicolau                |
| Matilde Mastrangi       | Emanuelle              |
| Gésio Amadeu            | Ezequiel               |
| Raymundo de Souza       | Dantas                 |
| Luís Carlos de Moraes   | Victor                 |
| Kate Hansen             | Cíntia                 |
| Ariclê Perez            | Mirtez                 |
| Renato Borghi           | Ricardo                |
| Rosi Campos             | Jussara                |
| Simone Soares           | Úrsula                 |
| Luciano Quirino         | Eduardo                |
| Alessandra Silva        | Mariana Cortez         |
| Amanda Silva            | Luciana Cortez         |

### Participações especiais
| Ator/Atriz          | Personagem     |
| ------------------- | -------------- |
| Nicole Puzzi        | Leda Magalhães |
| Miriam Mehler       | Sílvia         |
| Malu Pessin         | Marta          |
| José Carlos Sanches | Nando          |
| Aldine Müller       | Judith         |
| Jorge Kajuru        | Antero Rox     |
| Cláudio Curi        | Dico           |
| Geraldo Del Rey     | Romão          |
| Liza Vieira         | Cláudia        |
| Tuna Dwek           | Rosário        |
| Jacques Lagoa       | Waldemar       |
| Fábio Tomasini      |                |
| Gianni Ratto        | como ele mesmo |
| Ivaldo Bertazzo     | como ele mesmo |

## Música
| N.º | Título                  | Música                         | Duração |  |
| 1.  | "A Mais Bonita"         | Chico Buarque e Bebel Gilberto |         |  |
| 2.  | "Prazer sem Fim"        | Jane Duboc                     |         |  |
| 3.  | "Paixão e Saudade"      | Gil e Guaxupé                  |         |  |
| 4.  | "Pintou um Bode"        | Paulinho da Viola              |         |  |
| 5.  | "Paixão É Assim"        | Marcelo Barra                  |         |  |
| 6.  | "Cidade"                | Rick e Nando                   |         |  |
| 7.  | "Ainda Te Procuro"      | Ivan Lins                      |         |  |
| 8.  | "Cortina de Vidro"      | Antônio Marcos                 |         |  |
| 9.  | "Quem Viver, Verá"      | Joanna                         |         |  |
| 10. | "Esse Amor É Loucura"   | Elymar Santos                  |         |  |
| 11. | "Não Minto p'ra Mim"    | Zizi Possi                     |         |  |
| 12. | "Etc"                   | Caetano Veloso                 |         |  |
| 13. | "Coração Urbano"        | Eliete Negreiros               |         |  |
| 14. | "Lambe-lambe"           | Trio Los Angeles               |         |  |
| 15. | "Super-homem, a Canção" | Gilberto Gil                   |         |  |
| 16. | "De Volta ao Começo"    | Gonzaguinha                    |         |  |
| 17. | "Let the River Run"     | Carly Simon                    |         |  |

## Lançamento e repercussão

### Audiência
| “ | Creio que quebraremos qualquer resistência do mercado, pois este compra as novelas da Globo pelos seus índices, sem saber qual é o elenco, o enredo, nem nada [...] Temos que ter todos esses tipos de programas, pois o mercado compra mídia pela comparação: novela com novela, show com show, filme com filme, etc. | ” |

O superintendente comercial do SBT, Rubens Carvalho dos Santos, à época do lançamento de Cortina de Vidro, almejou que a trama alcançasse 15 pontos na Grande São Paulo e 10 no restante do país. Para tanto, quarenta chamadas comerciais foram preparadas em parceria com empresas como a Johnson & Johnson.

### Avaliação em retrospecto
Em um editorial publicado pela Revista Visão, a obra é avaliada acerca dos temas abordados: "os atrativos da trama são os de sempre: contraste entre riqueza e pobreza, sonhos de ascensão social, golpes no mercado financeiro e uma boa dose de sexo e malícia; Walcyr Carrasco, no entanto, garante que há uma diferença básica na sua história, especialmente na modernidade do texto". Por outro lado, Maria Helena Dutra, crítica e jornalista d'O Dia, apontou inúmeros pontos negativos da telenovela e a comparou com um "grande sanduíche de lanchonete multinacional [...] em todos os ingredientes já testados na indústria alimentícia do gênero misturados no balcão, à frente de todos, sem qualquer preocupação com originalidades, sabores especiais ou requintes de temperos. Tudo preparado por uma equipe que tem a franquia do título da empresa mas ainda não está suficientemente adestrada para melhorar e temperar esta comida rápida". Por fim, destacou um começo mal programado, que aspira ao fracasso, mas "superior a O Sexo dos Anjos e Top Model".
O escritor Bráulio Tavares, em uma crítica para o Jornal do Brasil, criticou negativamente a atuação de Herson Capri, que "não corresponde ao empresário texano" e acrescenta que "Cortina de Vidro é mais uma, cujos diálogos parecem a transcrição das legendas de um filme americano. Fica a impressão de que as pessoas que escrevem novelas só andam de helicóptero". As contradições entre a interpretação da personagem principal e sua construção subjetiva foram destacadas também por Ana Carmen Foschini, da Folha de S.Paulo: "faz uma arqueologia fora de hora na direção de imagens e atores, na criação de personagens e no texto pouco coloquial; [a telenovela] caminha à deriva, sem imprimir um estilo próprio de ser novela. Ainda não sabe se vai ser pastelão, dramalhão ou pós-tudo. Involuntariamente, é a estrela da temporada de caça a bobagens".